# 君のとなりに
｢君のとなりに｣（きみのとなりに）は、曽根由希江の3rdシングル。2011年11月9日にドリーミュージックより発売。

## 概要
- 好きだからこそ疑ってしまう、女子の心情を歌ったセツナラブソング。
- 初回盤はDVD付き。

## 収録曲
全曲　作詞・作曲：曽根由希江、編曲：藤井理央

### 通常盤
1. 君のとなりに [5:11]
2. New days [4:48]
3. HOME ‐弾き語りバージョン‐ [5:35]
4. 君のとなりに‐Vocal-less Track‐
5. New days‐Vocal-less Track‐

### 初回盤

#### CD
1. 君のとなりに
2. New days
3. あおげばとうとし ‐弾き語りバージョン‐ [4:58]
4. 君のとなりに‐Vocal-less Track‐
5. New days‐Vocal-less Track‐

#### DVD
1. 君のとなりに（PV）
2. 君のとなりに（PVメイキング映像）

## タイアップ
- 君のとなりに:テレビ東京系ドラマ24『ここが噂のエル・パラシオ』 EDテーマ
- New days:NEWDAYS10周年テーマソング